# Alfred Eugène Cordier de Montreuil
Pour les articles homonymes, voir Montreuil.
Alfred Eugène Cordier de Montreuil est un homme politique français né le 16 février 1802 à Paris et mort le 27 août 1866 à Bazincourt-sur-Epte (Eure).

## Biographie
Fils du marquis Joseph Cordier de Montreuil, il est le neveu de Pélagie Cordier de Montreuil, épouse du marquis de Sade, et par sa mère Adélaïde de Maulde, le petit-fils du vicomte Emmanuel de Maulde, diplomate de l'ancien régime puis des premières heures de la Première République.
Propriétaire terrien, il est député de l'Eure de 1848 à 1849, siégeant avec les républicains modérés. Il retrouve son siège de député de 1852 à 1857, siégeant dans la majorité dynastique soutenant le Second Empire.

## Sources
- « Alfred Eugène Cordier de Montreuil », dans Adolphe Robert et Gaston Cougny, Dictionnaire des parlementaires français, Edgar Bourloton, 1889-1891 [détail de l’édition]